# Isak Öhrström
Isak Sebastian Öhrström, född 26 november 1990 i Tavelsjö, Umeå kommun, är en svensk kanotist som tävlar i kanotslalom. Han tävlar från 2022 för Uppsala Paddlarklubb.
Öhrström tävlade för Sverige vid olympiska sommarspelen 2016 i Rio de Janeiro, där han slutade på 15:e plats i herrarnas K-1 i slalom. Öhrström var den förste svensk att bli uttagen till OS i kanotslalom.
Vid VM 2019 tog Öhrström en kvotplats till Sverige inför OS i Tokyo 2020. 
Vid för-OS i Tokyo där den Olympiska arenan invigdes slutade Öhrström på en femteplats.
Under 2021 tog han Sveriges första medalj på en världscup genom att vinna tävlingen i Tacen, Slovenien. 
Vid OS i Paris 2024 slutade Öhrström på 28:e plats i slalomcross och 12:a i slalom K-1.